# 尤里·阿纳托利耶维奇·波诺马廖夫
尤里·阿纳托利耶维奇·波诺马廖夫（羅馬化：Yury Anatolyevich Ponomaryov；1932年3月24日—2005年4月13日）是一位俄罗斯宇航员。
1972年，他与宇航员同事瓦莲京娜·波诺马廖娃结婚，夫妇俩在离婚前育有两个孩子。与瓦莲京娜一样，尤里虽然曾在联盟18号后备机组人员中服役，但他并没有飞入太空。